# Beaumont-en-Cambrésis
 Beaumont-en-Cambrésis  es una población y comuna francesa, en la región de Norte-Paso de Calais, departamento de Norte, en el distrito de Cambrai y cantón de Le Cateau-Cambrésis.

## Demografía
| 671 | 626 | 559 | 518 | 500 | 422 |
| Para los censos de 1962 a 1999 la población legal corresponde a la población sin duplicidades (Fuente: INSEE [Consultar]) |     |     |     |     |     |

## Escudos
Existe otro escudo de la villa, con tres leones de plata sobre rojo.